# Высший военный Маджлисуль Шура объединённых сил моджахедов Кавказа
Высший военный Маджли́суль Шура́ (Верховный Совет) Объединённых сил моджахедов Кавказа — военно-политическая террористическая организация, сформированная в начале 2001 года на базе террористической группы «Конгресс народов Ичкерии и Дагестана».
Была создана для военно-политического объединения отрядов полевых командиров, участвовавших в боевых действиях против российских войск. Деятельность организации направлена на подготовку условий для выхода северо-кавказских республик из состава России и создания на их территории «эмиратов» в составе так называемого «Великого исламского халифата».
Как отмечается на сайте Региональной антитеррористической структуры Шанхайской организации сотрудничества, первоначально руководство организацией, созданной по указанию международного террориста Усамы бен Ладена, осуществляли более 40 чеченских полевых командиров (Аслан Масхадов, Шамиль Басаев, Докку Умаров, Руслан Ахмадов, Асланбек Абдулхаджиев и др.) и ряд зарубежных террористов (Хаттаб, Абу Омар, Абу аль-Валид, Абу Умар, Абу Кутейб, Абу Якуб и др.). Группировка была тесно связана с «Аль-Каидой» и организацией «Братья-мусульмане».
Организация взяла на себя ответственность за ряд террористических актов на территории России, а также причастна к захвату и казням заложников, фальшивомонетничеству, бандитизму и другим особо тяжким преступлениям.
В марте 2005 года Шура объединилась с организацией «Государственный комитет обороны ЧРИ», который возглавлял президент Аслан Масхадов. В результате была сформирована единая структура «ГКО — Маджлисуль Шура».
14 февраля 2003 года Верховный суд РФ признал организацию террористической и запретил её деятельность на территории России.